# Friedrich Franz IV xứ Mecklenburg
Frederick Francis IV (ngày 09 tháng 04 năm 1882 - ngày 17 tháng 11 năm 1945) là Đại Công tước cuối cùng của Mecklenburg-Schwerin và nhiếp chính của Mecklenburg-Strelitz.

## Sinh thời
Ông sinh ra ở Palermo con trai của Friedrich Franz III, Đại Công tước của Mecklenburg-Schwerin, và mẹ ông là Nữ Đại Công tước Anastasia Mikhailovna của Nga. Ông kế vị cha mình như một Đại Công tước khi cha ông qua đời ngày 10 tháng 04 năm 1897, nhưng do còn nhỏ tuổi nên đại công tước bị chi phối bởi người chú của ông, Công tước Johann Albrecht khi ông này giữ quyền nhiếp chính vương cho đến khi Friedrich Franz đến tuổi và quyền lực được trao lại vào ngày 09 tháng 04 năm 1901.

## Hôn nhân và hậu duệ
Vào ngày 07 tháng 06 năm 1904, Frederick Francis kết hôn với công chúa Alexandra của Hanover và Cumberland tại Gmunden. Cô là con gái thứ hai của Ernest Augustus, Thái tử Hanover, và vợ của ông công chúa Thyra của Đan Mạch, là con gái của Christian IX của Đan Mạch.
Họ đã có với nhau 5 người con:
- Friedrich Franz, Đại Công tước Mecklenburg-Schwerin (22 tháng 04 năm 1910 - 31 tháng 07 năm 2001)
- Công tước Christian Ludwig xứ Mecklenburg (29 tháng 09 năm 1912 - 18 tháng 07 năm 1996) kết hôn với Công chúa Barbara của Phổ, con gái của Hoàng tử Sigismund của Phổ.
- Nữ công tước Olga (1916-1917)
- Nữ công tước Thyra (ngày 18 tháng 06 năm 1919 - ngày 27 tháng 09 năm 1981)
- Nữ công tước Anastasia (11 tháng 11 năm 1922 - 25 tháng 1 năm 1979) kết hôn với Hoàng tử Friedrich Ferdinand của Schleswig-Holstein-Sonderburg-Glücksburg